# Aleksandra Fuglewicz
Aleksandra Fuglewicz z domu Micewicz (ur. 7 lutego 1927 w Świętochłowicach, zm. 14 września 2007 w Siemianowicach Śl.) – polska działaczka podziemia antyhitlerowskiego, represjonowana, zesłana na Syberię.

## Życiorys
Była córką inżyniera górniczego Władysława Micewicza i Marii z domu Sacharow oraz młodszą siostrą Marii Micewicz-Zawartki. Szkołę podstawową ukończyła w Piekarach Śląskich. W 1938 roku rozpoczęła naukę w żeńskim gimnazjum ogólnokształcącym w Katowicach. Wybuch wojny przerwał jej naukę, jako Polka nie miała do niej prawa. Zamiast tego w 1944 została skierowana do pracy w hucie „Baildon”. Naukę kontynuowała w trybie indywidualnym.
We wrześniu 1942 r. przystąpiła do NSZ. Przysięgę złożyła na ręce Jerzego Pochciała „Krzysztofa”, w obecności Leszka Imieli „Leszka”. Przyjęła pseudonim „Krystyna Krzysztoforska”. Wprowadzała ją do organizacji jej przełożona i przyjaciółka Bożena Hlondówna, bratanica biskupa Hlonda. Zaprzysiężenie odbyło się w mieszkaniu matki Bożeny, w Bytomiu, przy ówczesnej Tarnowitzerstrasse.
Grupa „Antygony” (taki pseudonim przyjęła Maria Bożena Hlondówna) liczyła pięć dziewczyn. Członkinie zostały przeszkolone w zakresie wojskowo-sanitarnym. Zbierały informacje dotyczące niemieckich transportów wojskowych, pozyskiwały broń od kolegów dezerterujących z niemieckiego wojska, którzy zostawiali ją do wykorzystania „na miejscu”. Na Gliwickiej 10, gdzie mieszkała, często taka broń była czasowo przechowywana. Organizowały też pomoc rodzinom aresztowanych żołnierzy NSZ, również po wkroczeniu Armii Czerwonej.
Po śmierci Bożeny Hlond w lutym 1944 Aleksandra przejęła kierownictwo grupy, która organizowała sabotaże na terenie oddziałów pocztowych, przejmowała leki z niemieckich hurtowni przy pomocy polskiego personelu aptek i wysyłała je do więzień oraz obozów koncentracyjnych, zwłaszcza do Oświęcimia, a także do Polaków wysiedlonych z Generalnego Gubernatorstwa na teren Rzeszy. Po Powstaniu Warszawskim, na fikcyjnych zaświadczeniach z biletami wydawanymi przez kolejarzy Polaków, dostarczały je również do obozu wysiedleńczego pod Wrocławiem, gdzie woziły też odzież, pieniądze i kartki żywnościowe, a zabierały na Śląsk dzieci wykupione za papierosy i inne dobra od strażników. Brały udział w tych działaniach również Janina Reszkówna, Anna Głazowska, Wanda Górecka i Bibiana Szemroszczyk.
Po wkroczeniu Armii Czerwonej do Katowic została w początkach marca 1945 roku zatrzymana, przewieziona do więzienia w Bytomiu, skąd 3 kwietnia 1945 wyruszyła wraz ze 180 mieszkańcami Śląska pociągiem na wschód. Po trzytygodniowej podróży została osadzona w obozie nr 503 w Kemerowie w Kuzbasie, nad rzeką Tom, nieopodal łańcucha gór Ałatau Kuźniecki, do Katowic odległość wynosiła ponad 5000 km. W tym samym obozie był więziony śląski artysta plastyk Paweł Steller.
Na mocy dyrektywy NKWD nr 1925 i rozkazu NKWD 001301 podpisanego przez Berię rozpoczęto w drugiej połowie 1945 roku zwalnianie m.in. szeregowych członków AK i innych organizacji podziemnych. Jesienią 1945 roku udało się Aleksandrze wrócić do Polski.
Świadectwo dojrzałości uzyskała w 1946 roku w Liceum w Cieszynie, po czym podjęła studia polonistyczne na Uniwersytecie Jagiellońskim, które po roku zamieniła na studia ekonomiczne na uniwersytecie w Poznaniu, gdzie poznała swojego męża Kazimierza Fuglewicza – żołnierza kampanii wrześniowej.
Po ukończeniu studiów wróciła do Katowic, gdzie podjęła pracę jako ekonomista w przemyśle węglowym. Przepracowała wiele lat w Przedsiębiorstwie Energomontażowym Przemysłu Węglowego „ENERGOMONTAŻ PW”, skąd przeszła na emeryturę.
Jej synem jest Piotr Fuglewicz.
Jest pochowana na Cmentarzu przy ul. Sienkiewicza w Katowicach.